# RDB (azienda)
RDB S.p.A. era una società per azioni italiana, costituita nel 1934, avente come attività la produzione di strutture e sistemi costruttivi prefabbricati, mattoni faccia a vista, calcestruzzo cellulare. È stata dichiarata fallita il 12 febbraio 2015 e il ramo d'azienda è stato ceduto a una nuova società il 12 settembre dello stesso anno.

## Storia
La società era una delle aziende storiche nel settore dei laterizi e dei prefabbricati; traeva origine da una Fratelli Rizzi e C. Fornaci della Caminata per laterizi e calce s.a.s., fondata a Piacenza nel 1908 per la produzione di mattoni. Questa società è cresciuta progressivamente, anche acquistando alcune fornaci nelle aree limitrofe, finché la proprietà non decise di accorpare tutte queste aziende in una sola.
Nel 1925 brevetta il SAP (solaio autoportante), solaio formato da travi in laterizio armato confezionate in sito, accostate e collegate tra loro con malta cementizia, con nervature di 2,5 cm poste ad interasse di 22,5 cm; è un tipo di solaio molto diffuso ed impiegato sull'intero territorio italiano.
Nel 1934, dalla fusione di tutte queste società nasce la Fornaci F.lli Rizzi, Donelli, Breviglieri e C. s.a.s., abbreviabile in R.D.B., quella che poi, a seguito della trasformazione in società per azioni, diverrà, nel 1970, la RDB S.p.A..
Nei decenni successivi è continuata l'espansione del gruppo, sia con la crescita interna che con successive acquisizioni, fino a raggiungere anche i 16 stabilimenti e 200 centri di vendita.
Nel 2012 la società versava però in stato di insolvenza e, per evitare la perdita del posto di lavoro per centinaia di lavoratori che deriverebbe da una dichiarazione di fallimento, viene ammessa dal Tribunale di Piacenza, dopo parere favorevole del Ministero dello Sviluppo Economico, all'amministrazione straordinaria.
Il 12 febbraio 2015 ne è stato dichiarato il fallimento.

## Principali azionisti al 16 novembre 2007
- Amber Capital LP - 4,892%
- Industria Cementi Giovanni Rossi S.p.A. - 4,464%
- Franco Breviglieri - 4,018%
- Paolo Breviglieri - 3,977%
- Bruno Breviglieri - 3,914%
- Maria Giuseppina Rizzi - 3,652%
- Carlo Luigi Vallardi - 3,334%
- Intesa Sanpaolo S.p.A. - 3,123%, tramite:
  - Intesa Sanpaolo S.p.A. (possesso diretto) - 2,775%
  - Banca IMI S.p.A. - 0,348%
- Angelo Monteleone - 2,649%
- Maria Teresa Rizzi - 2,179%
- Alessandra Trombetta - 2,160%
- Centrale Industriale e Finanziaria per l'Edilizia C.I.F.E. s.r.l. - 2,063
- Augusto Rizzi - 1,977%
- Luciana Rizzi - 0,285%
- Carla Rizzi - 0,147%

## Principali partecipazioni nel 2007
- RDB Hebel S.p.A. - Pontenure (PC) - 51%
- RDB Strutture s.r.l. - Pontenure (PC) - 60%
- RDB Terrecotte s.r.l. - Pontenure (PC) - 75%
- RDB Centro S.p.A. - Pontenure (PC) - 100%
- Precompressi s.r.l. - Cerro Maggiore (MI) - 100%
- Pregeco Prefabbricati S.p.A. - Pontenure (PC) - 60%
- RDB Tecna S.p.A. - Pontenure (PC) - 100%

Le partecipazioni dirette indicate sono valutate nel bilancio al 31 dicembre 2006 circa 54,1 milioni di Euro.
Non compresa nell'elenco delle partecipazioni al 31 dicembre 2006 è la partecipazione al 100% nella società Prefabbricati Cividini S.p.A. di Osio Sopra (BG), acquisita nel Gennaio 2007 per un importo di 44,5 milioni di Euro.
Il 30 novembre 2007 RDB ha acquisito il 70% del capitale sociale della Di Paolo Prefabbricati s.r.l., per un controvalore di 8,96 milioni di Euro.
Il 21 dicembre 2007 la partecipazione in RDB Strutture s.r.l. è stata ceduta a Fornaci Laterizi Danesi S.p.A., che già ne deteneva il restante 40%, per un controvalore di 3 milioni di Euro.